# Nubia Carolina Córdoba
Nubia Carolina Córdoba Curi (Quibdó, 1990) es una política y abogada colombiana, que se desempeña como Gobernadora del Departamento de Chocó.

## Biografía
Nació en Quibdó, en el seno de una familia de políticos afiliados al Partido Liberal. Su padre fue el congresista Darío Córdoba Rincón, que murió en un accidente aéreo en 2003, su madre Elizabeth Curí se desempeñó cinco veces como diputada a la Asamblea Departamental de Chocó y su tío es Carlos Alberto Escobar Córdoba, también congresista.
Estudió Derecho en la Universidad Externado de Colombia, en Bogotá, misma institución en la cual se especializó en derecho medioambiental. También posee una Maestría en Planificación Territorial de la Universidad de Barcelona y un Doctorado (no culminado) en Política y Gobierno de la Universidad Católica de Córdoba (Argentina).
La mayor parte de su carrera profesional la hizo como docente catedrática e investigadora. Así mismo, trabajó para el Ministerio de Ambiente, el Ministerio de Cultura y la Unidad Nacional para las Víctimas.
Como miembro del Partido Liberal, fue candidata a la Cámara de Representantes de Colombia en las elecciones legislativas de 2018, sin éxito. Más adelante se desempeñó en las elecciones regionales de 2019 como gerente de campaña del Gobernador Ariel Palacios Calderón, quien, una vez electo, la nombró Secretaria del Interior y Secretaria de Gobierno de Chocó.
En las elecciones regionales de 2023 se presentó como candidata a la Gobernación de Chocó por el Partido Liberal. En una cerrada contienda, logró vencer al exgobernador Patrocinio Sánchez Montes de Oca, habiendo obtenido 102.349 votos, equivalentes al 49,57% del total. Así, se convirtió en la primera mujer en ser elegida al cargo por votación popular, Durante sus primeros días de gestión tuvo que enfrentar un alud de tierra en la vía Medellín-Quibdo a la altura del municipio del Carmen De Atrato.